# Истлеево
Истле́ево — село в Сасовском районе Рязанской области России. Входит в состав Глядковского сельского поселения.

## Географическое положение
Село находится в северной части Сасовского района, в 15 км к северу от райцентра.
Ближайшие населённые пункты:

— село Устье в 3,5 км к востоку по асфальтированной дороге;

— село Глядково в 5 км к югу по асфальтированной дороге;

— село Гавриловское
 в 9 км к западу по грунтовой дороге;

— село Огарёво-Почково в 1 км к северо-западу по асфальтированной дороге.
Ближайшая железнодорожная станция Сасово в 15 км к северу по асфальтированной дороге.

## Природа
Климат умеренно континентальный с умеренно жарким летом (средняя температура июля +19 °С) и относительно холодной зимой (средняя температура января −11 °С). Осадков выпадает около 600 мм в год.
Высота над уровнем моря 89—96 м.

## История
С 1861 г. село Истлеево становится центром Истлеевской волости Елатомского уезда Тамбовской губернии.
С 2004 г. и до настоящего времени входит в состав Глядковского сельского поселения.
До этого момента входило в Устьевский сельский округ.

## Население
| 1914 | 1981 | 1989 | 2002 | 2007 | 2010 |
| ---- | ---- | ---- | ---- | ---- | ---- |
| 2134 | ↘200 | ↘141 | ↘85  | ↘69  | ↘63  |

## Инфраструктура
По окраине села проходит асфальтированная дорога, соединяющая его с сетью дорог с твёрдым покрытием.
Электроэнергию село получает по транзитной ЛЭП 10 кВ от подстанции 110/10 кВ «Цна», расположенной в г. Сасово.